# 卡索利-蒂雷利宫

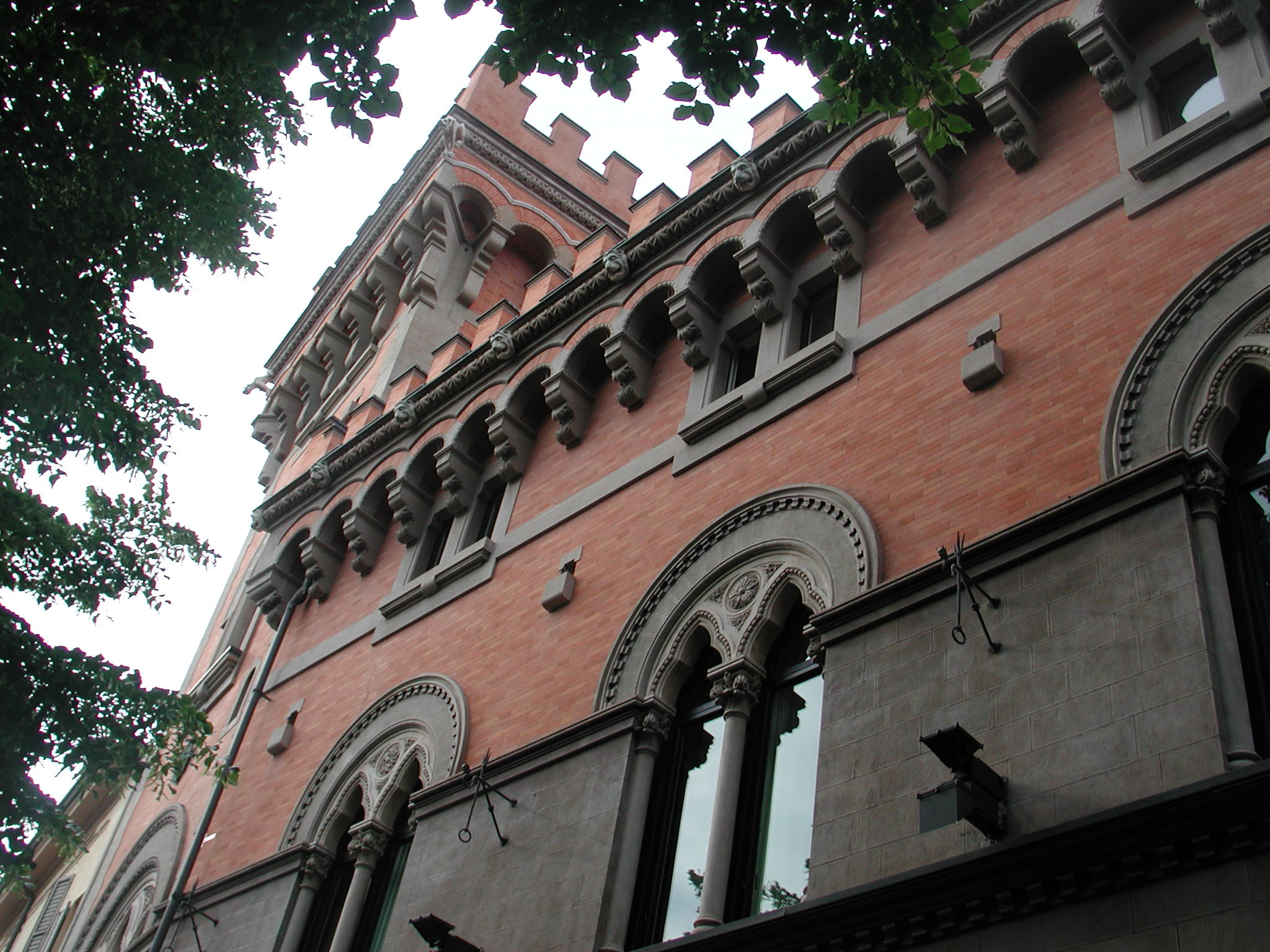

卡索利-蒂雷利宫（Palazzo Cassoli – Tirelli）是意大利雷焦艾米利亚的一座建筑，位于历史中心陶诗奇街（Via Toschi）32号。
它建于1915年，是伯爵朱塞佩·卡索利和他的妻子芭芭拉·蒂雷利伯爵夫人]的城市住宅。该建筑是由来自佛罗伦萨的路易吉·卡尔迪尼建造，采用新的折衷风格。
这个家族在该建筑里保存着重要的艺术收藏品，直到他们住在那里。
伯爵的乡村住宅是“最美城堡”（Il Più Bello），位于阿尔比内亚和普亚内洛两镇之间雷焦艾米利亚附近的山丘上。。
目前，雷焦艾米利亚的工业家协会总部设于该建筑内。
44°41′46″N 10°38′04″E / 44.69611°N 10.63444°E